# Várady György
Várady György (Nagyvárad,  1926. július 11. – Budapest, 1980. november 29.) Jászai Mari-díjas magyar színrendező, színházigazgató, színész, érdemes művész.

## Élete
A színészképzőt Nagyváradon végezte el 1944-ben. 1945-ben, a budapesti Színművészeti Akadémia befejezése után a nagyváradi Szigligeti Színházban kezdte pályafutását. Budapesten színész-rendező vizsgát tett. 1949-től a Pécsi Nemzeti Színház, majd a szolnoki Szigligeti Színház főrendezője volt. Ezen kívül rendező-színész volt a Madách Színházban, a Belvárosi Színházban, és a Magyar Színházban. A Vígszínházban mint segédrendező, illetve mint rendező működött. 1953-tól egy évadon keresztül volt az Állami Faluszínház (1955-től Déryné Színház) főrendezője. 1963-ban kinevezték a győri Kisfaludy Színház igazgató-főrendezőjévé is, itt 1975-ig munkálkodott. A Győri Kamaraszínpad alapítója volt, ezen kívül részt vett a Fertőrákosi Barlangszínház, a Tác-Gorsiumi Nyári Játékok, valamint a Víziszínpad létrehozásában.
Szorgalmazta az új győri színház építését, kidolgozta az új színház működési elvét és tervét ötéves távlatra. Igazgatói munkássága alatt kezdték el a színház alapozását. Az 1970-es évek elején a város felkérésére a Győri Nyár művészeti tanácsadója lett. 1975-ben a Vidám Színpad főrendezőjévé nevezték ki, így halála előtti öt évét ismét Budapesten töltötte. 1985-től a Győri Kisfaludy Színháznál nevét díj őrzi.

## Rendezései
Főbb rendezései a következők:
- Bródy S.: A tanítónő
- Gorkij: Kispolgárok
- Ibsen: Nóra
- Illyés Gy.: Fáklyaláng
- Molière: A kényeskedők, A képzelt beteg, Tartuffe
- Móricz Zs.: Úri muri
- Osztrovszkij: Karrier
- Sardou: A szókimondó asszonyság
- Schiller: Tell Vilmos
- Scserbakov-György Ágnes: Nem bánok semmit

## Díjai
- Jászai Mari-díj (1968)
- Érdemes művész (1975)